# Liste von Persönlichkeiten der Stadt Frankfurt (Oder)
Diese Liste enthält Persönlichkeiten, die in der Stadt Frankfurt (Oder) geboren wurden oder dort gewirkt haben.

## Geboren in Frankfurt (Oder)

### 15. bis 17. Jahrhundert
- Gregor Günther (vor 1480–1519), Kirchenrechtler und Hochschullehrer
- Johann Knobloch (1520–1599), Mediziner, Universitätsrektor
- Wolfgang Jobst (1521–1575), Historiograf, Mediziner, Physiker
- Christoph Stymmelius (1525–1588), lutherischer Theologe und Verfasser der ersten Studentenkomödie Studentes
- Bartholomäus Ringwaldt (um 1530–1599), didaktischer Dichter und lutherischer Theologe
- Andreas Volanus (um 1530/1531–1610), polnisch-litauischer Schriftsteller, Übersetzer, Publizist, Polemiker und protestantischer Theologe der Renaissance, Anführer der litauischen Calvinisten und königlicher Sekretär
- Michael Abel (1542–nach 1609), Lyriker
- Valentin Preuss vom Springenberg (auch: Pannonius; 1553–1601), Mediziner, Universitätsrektor
- Johann von Köppen (1564–1630), Jurist
- Gottlieb Pelargus (auch: Biedermann, Storch; 1605–1672), evangelischer Theologe und Rhetoriker
- Friedrich Albrecht Augusti (1691–1782), evangelischer Geistlicher und Theologe sowie ehemaliger Rabbi
- Christian Hilfgott Brand (1693/1695–1756), Maler
- Bernhard Siegfried Albinus (1697–1770), Mediziner, Sohn von Bernhard Friedrich Albinus

### 18. Jahrhundert
- Karl August von Bergen (1704–1759), Anatom und Botaniker
- Juste Chevillet (1729–1802), deutsch-französischer Kupferstecher
- Carl von Massow (1735–1807), Landrat des Randowschen Kreises und vorpommerscher Landesdirektor
- Christian Friedrich von Deutsch (1768–1843), Mediziner, Hochschullehrer, Rektor der Universität Dorpat
- Carl Friedrich Ernst Aschenborn (1770–1827), preußischer Jurist
- Gotthold Samuel Abraham Seemann (1772–1835), preußischer Pädagoge und Verwaltungsbeamter
- Ulrike von Kleist (1774–1849), Adelige
- Carl Ludwig Alexander von Zinnow (1774–1808), preußischer Leutnant und Landrat
- Heinrich von Kleist (1777–1811), Dichter, Student an der Universität in Frankfurt
- Wilhelm Christian Benecke von Gröditzberg (1779–1860), Kaufmann und Bankier
- Ernst Maximilian von Troschke (1780–1847), Generalleutnant
- Leopold Friedrich von Kleist (1780–1837), Major
- Louis Mende (1782–1857), Bankier und Wohltäter
- Karl Ludwig Severin (1785–1851), Pädagoge
- Karl Wünsch (1793–1837), Jurist in Berlin

### 19. Jahrhundert
- Franz von Gaudy (1800–1840), Dichter, Freund der Familie von Kleist
- August Otto Krug (1805–1867), Jurist
- Carl Alexander Simon (1805–1852), Dichter und Kunstmaler
- Gottfried Piefke (1815–1884), Militärmusiker
- Anton Kessler (1816–1890), Verwaltungsjurist, Landrat
- Marie Petersen (1816–1859), Schriftstellerin
- Ferdinand Schmidt (1816–1890), Schriftsteller und Volkspädagoge
- Otto Schreiner (1816–1898), Jurist und Politiker
- Heinrich Adolf von Bardeleben (1819–1895), Chirurg, Rektor der Universität Berlin, Direktor der Charité
- Gustav Assmann (1825–1895), Architekt
- Moritz Bardeleben (1827–1892), Präsident des Oberlandesgerichts Celle
- Robert von Puttkamer (1828–1900), preußischer Staatsmann
- Rudolf Arendt (1828–1902), Chemiker und Pädagoge
- Werner von Hardenberg (1829–1909), preußischer Generalleutnant
- Adolf Mützelburg (1831–1882), Schriftsteller
- Otto Löwenstein (1833–1909), Jurist, Senatspräsident am Reichsgericht
- Reinhold Wilhelm Buchholz (1837–1876), Forschungsreisender, Anatom und Zoologe
- Georg Korn (1837–1870), Jurist und Historiker
- Wilhelm von Wedel-Piesdorf (1837–1915), Reichstagspräsident, Minister
- Paul Jaromar Wendt (1840–1919), Kaufmann und Schriftsteller
- Maximilian Richter (1842–1908), Feldpropst
- Heinrich Irenaeus Quincke (1842–1922), Internist und Chirurg
- Eugen von Steuben (1843–1907), preußischer Generalmajor
- Anton von Werner (1843–1915), Maler
- Victor von Podbielski (1844–1916), Politiker, Generalleutnant, preußischer Landwirtschaftsminister
- Gertraut Chales de Beaulieu (1846–1902), Schriftstellerin
- Otto Kirchner (1846–1920), US-amerikanischer Jurist und Hochschullehrer deutscher Herkunft
- Kurt von Borcke (1847–1921), preußischer General
- Albert Fraenkel (1848–1916), Medizinprofessor
- Otto Kretschmer (1849–1916), Ingenieur und Hochschullehrer
- Leopold von Meerscheidt-Hüllessem (1849–1900), Kriminalbeamter
- Paul Mühlbach (1849–1908), Stadtbaurat in Königsberg
- Karl Ascher (1851–1940), Konteradmiral
- Max Langerhans (1851–1941), Mediziner, Krankenhausdirektor und Dichter
- Friedrich Loeffler (1852–1915), Begründer der Virologie
- Wilhelm Sommer (1852–1900), Psychiater, Neurologe, Anthropologe und Pathologe
- Hermann von Wissmann (1853–1905), Afrikaforscher und Kolonialist
- Georg Böhm (1854–1913), Paläontologe und Geologe
- Johannes Christ (1855–1902), Offizier
- Siegmund Fraenkel (1855–1909), Semitist
- Georg von Rheinbaben (1855–1921), preußischer Politiker
- Johann Friedrich Winkler (1856–1943), Politiker (DNVP)
- Kurt von dem Borne (1857–1933), preußischer General der Infanterie
- Paul Eichholz (1857–1941), Architekt und Bauhistoriker
- Michael Martin Lienau (1857–1936), Altertumsforscher und Förderer der Frankfurter Museen
- Hugo Roedel (1858–1940), Lehrer, Geologe und Naturwissenschaftler
- Marie Goslich (1859–1938), Fotografin, Schriftstellerin, Erzieherin und Malerin
- Ernst von Rebeur-Paschwitz (1861–1895), Astronom und Geophysiker
- Friedrich Basil (eigentlich Friedrich Meyer) (1862–1938), Theaterschauspieler, Regisseur und Schauspiellehrer
- Ferdinand Aurin (1863–1942), Ministerialbeamter
- Hubert von Rebeur-Paschwitz (1863–1933), Admiral der Kaiserlichen Marine, Direktor der Marineakademie
- Eugen Wolff (1863–1929), Germanist, prägte den Begriff Moderne in der Literatur
- Georg Buschan (1863–1942), Mediziner, Anthropologe und Ethnograph
- Bernhard Finck von Finckenstein (1863–1945), preußischer General der Infanterie
- Hermann Weingärtner (1864–1919), Turner und Olympiasieger
- Waldemar von Wussow (1865–1938), sachsen-altenburgischer Staatsminister
- Rudolf Abel (1868–1942), Bakteriologe
- August von Hanstein (1869–1945), Oberstleutnant der Reichsmarine
- Max Wilberg (1869–1934), Historiker, Numismatiker und Genealoge
- Walther Borgius (1870–1932), Nationalökonom, Sexualreformer, Pazifist
- Karl Georg Peter (1870–1955), Anatom
- Georg Schlesinger (1870–1942), Kaufmann
- Georg Langerhans (1870–1918), Bürgermeister von Köpenick
- Peter Raabe (1872–1945), Dirigent und Musikwissenschaftler
- Clemens von Weise (1872–1920), deutsche Kapitän zur See der Kaiserlichen Marine und Opfer des Kapp-Putsches
- Klara Weyl, geb. Haase (1872–1941), Sozialpolitikerin
- Margarete Gerhardt (1873–1955), Malerin, Grafikerin, Linol- und Holzschneiderin
- Georg Schneider (1875–1949), Arzt und Politiker, Abgeordneter des Brandenburger Landtages
- Hellmuth Wolff (1876–1961), Statistiker und Wirtschaftswissenschaftler[1]
- Käthe Mende (1878–1963), Nationalökonomin, Soziologin und Pionierin der Sozialen Arbeit
- Hans Rieck (1880–1956), Landrat und Regierungsvizepräsident
- Paul Gurk (1880–1953), deutscher Schriftsteller und Kleistpreisträger (1921)
- Herbert von Berger (1881–1965), preußischer Offizier, Publizist und Beamter
- Wilhelm von Braun (1883–1941), Jurist und Diplomat
- Erich Hoepner (1886–1944), Offizier, Teilnehmer am Umsturzversuch am 20. Juli 1944
- Cuno Eichler (1888–1979), Politiker (NSDAP)
- Georg Schmidt-Rohr (1890–1945, 1949 für tot erklärt), Germanist und Soziologe
- Richard Blankenburg (1891–1955), Porzellan-, Landschafts- und Stadtansichtenmaler
- Hedwig Hahn, geborene Trowitzsch (1891–1980), Ärztin
- Ernst Wenzel (1891–1945), Generalarzt der Polizei
- Wolfgang Hoffmann-Harnisch (1893–1965), Schriftsteller, Dramaturg, Regisseur und Filmproduzent
- Walter Schulz (1893–1968), Cellist, Gambist, Hochschullehrer und -direktor
- Kurt Utke (1893–1970), Vizeadmiral der Kriegsmarine
- Ingo Lang von Langen (1895–1979), Oberbürgermeister in Schwenningen und Eßlingen
- Theodor Busse (1897–1986), Offizier
- Walter Gerwig (1899–1966), Musiker, Lautenist, Hochschullehrer
- Max Hannemann (1899–1945), Widerstandskämpfer

### 20. Jahrhundert
- Hans Salzmann (1900–1973), Maler und Grafiker
- Joachim Haupt (1900–1989), Politiker (NSDAP), Lehrer an der Marinefachschule der Bundeswehr
- Karl-Jesko von Puttkamer (1900–1981), Marineoffizier, Marineadjutant Adolf Hitlers
- Konrad Wachsmann (1901–1980), Architekt und Architekturtheoretiker, Grab auf dem Hauptfriedhof in Frankfurt
- Hans John (1903–nach 1959), Kapitän zur See der Kriegs- und Bundesmarine
- Hellmuth Jäger (1904–1971), Politiker
- Friedrich Rzesnitzek (1904–1978), Finanzökonom und Hochschullehrer
- Adolf Schröter (1904–1997), Porträt- und Landschaftsmaler, Druckgrafiker und Kunsterzieher
- Hans Joachim Zingel (1904–1978), Harfenist und Musikwissenschaftler
- Lothar von Heinemann (1905–1997), Generalmajor der Luftwaffe der Bundeswehr
- Kurt Schmalz (1906–1964), Politiker (NSDAP)
- Paul-Gerhard Blochwitz (1907–1990), Generalstaatsanwalt
- Herbert Böhme (1907–1971), Lyriker, Schriftsteller und Publizist
- Wolf-Hartmut Friedrich (1907–2000), klassischer Philologe
- Georg Kuhn (1907–1982), Jurist, Richter am Bundesgerichtshof
- Hans-Ulrich Geschke (1907–unbekannt), Jurist, SS-Oberführer, am Holocaust beteiligter Gestapo-Beamter
- Hellmut Rosenfeld (1907–1993), Germanist, Bibliothekar, Hochschuldozent und Volkskundler
- Erich Kulke (1908–1997), Architekt und Volkskundler
- Hans-Georg Lueder (1908–1989), Brigadegeneral der Bundeswehr
- Wolf von Möllendorff (1908–1992), Architekt und Publizist
- Rudolf Brandt (1909–1948), SS-Standartenführer und persönlicher Referent Heinrich Himmlers sowie Ministerialrat im Reichsinnenministerium
- Horst Michling (1909–2003), Vermessungsingenieur, Wissenschaftshistoriker und Lokalbauhistoriker
- Peter Orlowski (1911–1993), Landrat in Jarotschin
- Brigitte Krüger (1913–1974), Deutschlands erste Auslandskorrespondentin nach dem Zweiten Weltkrieg
- Hans Friedrichs (1914–1979), deutscher Politiker (CDU)
- Martha Haake (1915–nach 1950), Aufseherin und Krankenschwester im KZ Ravensbrück
- Kurt Baehr (1916–1984), Gewerkschafter, Mitglied des Bayerischen Senats
- Gerhard Neumann (1917–1997), Ingenieur, Entwickler des General Electric J79 und Chefmanager von General Electric
- Sabine Krüger (1920–2019), Historikerin und Philologin in mittelalterlicher Geschichte
- Heinz Schulz (1920–1998), Komponist und Musiker
- Zvi Aharoni (1921–2012), israelischer Mossad-Agent, beteiligt an der Ergreifung Adolf Eichmanns
- Günter Gerhard Lange (1921–2008), Typograf
- Heinz Schulz-Falkenthal (1922–2010), Althistoriker
- Martin Vogel (1923–2007), Musikwissenschaftler und Hochschullehrer
- Ada Brodsky (1924–2011),  Hörfunkjournalistin und Übersetzerin deutscher Lyrik ins Hebräische
- Henry Schmill (1925–2003), Bauingenieur und erfolgreicher Unternehmer in England
- Günter Kießling (1925–2009), General der Bundeswehr
- Hans-Werner Graf Finck von Finckenstein (1926–2012), deutscher Diplomat
- Ulrich Schmidt-Rohr (1926–2006), Kernphysiker
- Horst Zickelbein (1926–2024), Maler und Grafiker
- Emmanuel Jungclaussen (1927–2018), katholischer Benediktinerpater und geistlicher Schriftsteller
- Klaus Peter Heinrici (1928–2017), Architekt
- Ingeborg Reichelt (1928–2022), Sopranistin und Gesangs-Professorin
- Jochen Stern (* 1928), Schauspieler und Autor
- Jürgen Salzwedel (1929–2020), Rechtswissenschaftler, Hochschullehrer
- Joachim Hansen (1930–2007), Schauspieler
- Rolf Losansky (1931–2016), Filmregisseur und Drehbuchautor
- Ingo Baerow (1931–2023), Schauspieler und Synchronsprecher
- Hasso Zorn (1931–2016), Schauspieler und Synchronsprecher
- Klaus Müntz (1932–2015), Pflanzenphysiologe und Züchtungsforscher
- Heinz Vater (1932–2015), Germanist und Hochschullehrer
- Siegfried Kiene (* 1933), Chirurg
- Walter Nicolai (1933–2018), Altphilologe
- Ursula Pistorius (1933–2015), Politikerin (SPD)
- Werner Thies (1933–2008), Biochemiker, Professor für Phytochemie und Pflanzenzüchtung
- Hans-Joachim Blau (1934–2014), Mediziner und Hochschullehrer
- Hartmut Schmidt (* 1934), Germanist
- Marlies Leonardy-Rex (1935–2017), Bildhauerin
- Burkhard Strümpel (1935–1990), Betriebswirtschaftler
- Rosemarie Cynkiewicz (1936–2024), Pastorin
- Wolf-Jürgen Edler (1936–2016), Radrennfahrer
- Birgit Horota (1936–2021), Bildhauerin und Grafikerin
- Rolf Richter (1936–2018), Germanist
- Dieter Gallwitz (* 1937), Biochemiker und Molekularbiologe
- Thomas Rother (1937–2023), Schriftsteller und bildender Künstler
- Paul Schulz (* 1937), evangelischer Theologe, atheistischer Publizist
- Bernward Vesper (1938–1971), Schriftsteller, Verleger und Aktivist der 68er-Bewegung
- Peter Striebeck (* 1938), Schauspieler
- Rüdiger Bahr (1939–2023), Schauspieler und Synchronsprecher
- Lutz-Rüdiger Schöning (* 1939), Schriftsteller
- Manfred Zache (* 1939), Architekt und Stadtplaner
- Hasso Billerbeck (1940–2011), Schauspieler und Synchronsprecher
- Bernd Hildebrandt (1940–2020), evangelischer Theologe, Professor für Systematische Theologie
- Eckard Reiß (* 1941), Fernmeldemechaniker und Heimatforscher
- Manfred Wuttich (1941–2018), Fußballspieler
- Irene Kiele (* 1942), Malerin
- Klaus Köste (1943–2012), Geräteturner
- Dörte Völz-Mammarella (* 1943), Filmeditorin
- Dieter Wilhelmi (* 1943), Politiker (SPD), Mitglied der Bremischen Bürgerschaft
- Frank Hörnigk (1944–2016), Literaturwissenschaftler
- Christian Pfeiffer (* 1944), Kriminologe
- Roland Rother (1944–2024), Bildhauer
- Dagmar Unverhau (* 1944), Archivarin und Historikerin
- Kristian Schultze (1945–2011), Komponist, Arrangeur, Keyboarder und Musikproduzent
- Konstanze von Schulthess (* 1945), Tochter von Claus Schenk Graf von Stauffenberg
- Dieter Brandes (1946–1966), Todesopfer an der Berliner Mauer
- Karin Wolff (1947 oder 1948–2018), Übersetzerin aus dem Polnischen ins Deutsche, geboren und gestorben in Frankfurt
- Sergei Jurjenen (* 1948), Romanautor, Übersetzer, Journalist und Verleger
- Angelika Ritter (* 1948), Schauspielerin und Inspizientin
- Doris Otto-Franke (* 1953), Schauspielerin
- Wolfgang Pohl (* 1953), Politiker (SPD), Oberbürgermeister von Frankfurt (Oder), Landtagsabgeordneter
- Karl-Heinz Schröter (* 1954), Politiker (SPD)
- Alexei Gordejew (* 1955), russischer Landwirtschaftsminister, Gouverneur der Oblast Woronesch
- Frank Hammer (* 1955), Dichter und Politiker
- Bernd Wagner (* 1955), Kriminalist und Experte für Rechtsextremismus und Rechtsradikalismus
- Reinhard Kloschinski (* 1955), Fußballspieler
- Andrij Taran (* 1955), sowjetischer und ukrainischer Militär und ukrainischer Verteidigungsminister
- Gernot Barth (* 1957), Mediator, Coach, Supervisor und Hochschullehrer
- Martin Wilke (* 1957), ehemaliger Oberbürgermeister von Frankfurt (2010–2018)
- Thomas Koppe (* 1958), Anatom und Hochschullehrer
- Christoph Ringk (* 1960), Fußballspieler
- Frank Fröhlich (* 1964), Gitarrist und Komponist
- Michael Heinisch-Kirch (* 1964), Diakon, Bürgerrechtler, Akteur der Friedlichen Revolution und Politiker
- Uwe Madel (* 1965), TV-Moderator, -Redakteur und -Autor
- Mario Krüger (* 1966), Schauspieler, Autor und Synchronsprecher
- Maik Bullmann (* 1967), Olympiasieger 1992 im Ringen
- Kati Grasse (* 1969), Schauspielerin und Sängerin
- Sven Hornauf (* 1973), Rechtsanwalt und Politiker (BSW)
- Manuela Schwesig (* 1974), Politikerin (SPD)
- Matthias Steinfurth (* 1974), Politiker (SPD)
- Daniel Stendel (* 1974), Fußballspieler
- Marcel Rath (* 1975), Fußballspieler
- Christina Morina (* 1976), Historikerin und Hochschullehrerin
- Manja Schüle (* 1976), Politikerin (SPD)
- Fanny Staffa (* 1976), Schauspielerin
- Yvonne Zitzmann (* 1976), Schriftstellerin und Übersetzerin
- Claudia Hiersche (* 1977), Schauspielerin und TV-Moderatorin
- Bettie Ballhaus (* 1978), Fernsehmoderatorin, Fotomodell und Performance-Künstlerin im Erotikbereich
- Franziska Giffey (* 1978), Politikerin (SPD)
- Nikolai Wehrs (* 1978), Historiker und Germanist
- Sebastian Köber (* 1979), Boxer, Bronzemedaillengewinner der Olympischen Spiele 2000
- Christian Schmidt (* 1980), Autor und Lektor
- Christian Ehrich (* 1980), Schauspieler
- Melanie Berger (* 1982), Politikerin (AfD)
- Ulrike Theusner (* 1982), Künstlerin
- Julia Franzke (* 1983), deutsche Schauspielerin
- Jenny Schulz (* 1983), Duathlon-Europameisterin, Triathletin
- Steve Baumgärtel (* 1984), Handballspieler, Ortsvorstand von Lorsch (Hessen)
- René Wilke (* 1984), Politiker (Die Linke) und Oberbürgermeister der Stadt Frankfurt (Oder) (2018–2025)
- Stefan Köber (* 1984), Boxer
- Katja Kramarczyk (* 1984), Handballspielerin
- René Horn (* 1985), Gewichtheber und Coach
- Florian Schmidt (* 1986), Sportschütze, in der Disziplin Freie Pistole und Luftpistole
- Stephan Flauder (* 1986), deutscher Fußballtorwart (BFC Dynamo)
- Icke Dommisch (* 1987), Fernsehmoderator und Sportreporter
- Katrin Katz Köbbert (* 1987), Schauspielerin
- Romy Tarangul (* 1987), Judoka
- Stanislaw Gorobtschuk (* 1988), Handballtorwart
- Finch (* 1990), Rapmusiker und Battlerap-Artist
- Jonas Hildebrandt (* 1996), Fußballspieler

### 21. Jahrhundert
- Marten Winkler (* 2002), Fußballspieler
- Edgar Kaizer (* 2004), Fußballspieler

## Wirkten in Frankfurt (Oder)

### A
- Johannes Aesticampianus (1457–1520), Theologe und Humanist, Professor an der Universität in Frankfurt
- Martin Albrecht (1893–1952), Politiker (NSDAP), 1933–1943 Oberbürgermeister von Frankfurt
- Bernhard Friedrich Albinus (1653–1721), Mediziner, Professor an der Universität in Frankfurt

### B
- Ottilie Baader (1847–1925), Frauenrechtlerin und Sozialistin, Mittelschülerin in Frankfurt
- Carl Philipp Emanuel Bach (1714–1788), Komponist und Organist, Student an der Universität in Frankfurt
- Carl von Baerensprung (1775–1842), Geheimer Regierungsrat
- Christian Bangel (* 1979), Autor, Blogger und Journalist
- Heinrich Karl Ludwig Bardeleben (1775–1852), Jurist und Politiker, 1813 Führer des Frankfurter Landwehraufgebotes, Frankfurter Kommunalpolitiker und hochverdient um die städtische Geschichtsforschung
- Steve Baumgärtel (* 1984), Handballspieler, Ortsvorstand von Lorsch (Hessen)
- Alexander Gottlieb Baumgarten (1714–1762), Philosoph, Professor an der Universität in Frankfurt
- Martin Chales de Beaulieu (1857–1945), preußischer General der Infanterie
- Heribert Beissel (1933–2021), Dirigent, 2001–2006 Generalmusikdirektor des Brandenburgischen Staatsorchesters in Frankfurt
- Johann Christoph Bekmann (1641–1717), Universalgelehrter, Student und Professor an der Universität in Frankfurt
- Gottfried Benn (1886–1956), Dichter, Gymnasiast am Friedrichsgymnasium in Frankfurt
- Carl August Wilhelm Berends (1759–1826), Mediziner, Student und Professor an der Universität in Frankfurt
- Ludwig Berger (1777–1839), Komponist, Pianist und Klavierpädagoge; Schüler und Student in Frankfurt
- Judah Bergmann (1874–1954), nach 1906 bis 1908 Rabbiner in Frankfurt
- Marsilius de Berlin (vor 1253–nach 1253), Schulze und Richter der Stadt Berlin, bezeugte die Urkunde des Markgrafen Johann I. von Brandenburg, in der dieser die Stadt Frankfurt (Oder) mit dem Stadtrecht von Berlin bewidmet
- Saul Berlin (1740–1794), 1768 bis 1780 Rabbiner in Frankfurt
- Gerhard Bersu (1889–1964), Prähistoriker, wuchs in Frankfurt auf und legte hier das Abitur ab
- Theobald von Bethmann Hollweg (1856–1921), Reichskanzler, 1880 Jurist am Amtsgericht Frankfurt, 1882 Mitglied der Bezirksregierung Frankfurt
- Udo Beyer (* 1955), Leichtathlet, Olympiasieger, 1969–1973 Abiturient und Sportler in Frankfurt
- Johannes Blankenfeld (1471–1527), Theologe, Professor und Rektor an der Universität in Frankfurt
- Theodor Blätterbauer (1823–1906), Maler, Grafiker und Zeichenlehrer der Liegnitzer Ritterakademie; Schüler in Frankfurt
- Paul-Gerhard Blochwitz (1907–1990), Generalstaatsanwalt
- Paul Blumenthal (1843–1930 in Frankfurt), Komponist und Musikwissenschaftler
- Leopold von Braunschweig-Wolfenbüttel (1752–1785 in Frankfurt), preußischer General, ertrank in Frankfurt bei dem Versuch, vom Oder-Hochwasser Eingeschlossene zu retten
- Friedrich August Wilhelm von Brause (1769–1836 in Frankfurt), preußischer General der Infanterie, Divisionskommandeur, Ehrenbürger von Frankfurt
- Johann Brunnemann (1608–1672 in Frankfurt), Jurist
- Reinhold Wilhelm Buchholz (1837–1876), Forschungsreisender, Anatom und Zoologe
- Walter Butler (um 1600–1634); 1631 Verteidiger des Frankfurter Nordtors gegen die Schweden

### C
- Karl von Canitz und Dallwitz (1787–1850 in Frankfurt), preußischer Generalleutnant und Staatsmann
- Christian Carpzov (1605–1642), Professor an der Universität in Frankfurt
- Heinrich von Cocceji (1644–1719 in Frankfurt), Professor an der Universität in Frankfurt
- Samuel von Cocceji (1679–1755), Professor an der Universität in Frankfurt

### D
- Adolf Damaschke (1865–1935), Bodenreformer und Sozialpolitiker, gründete in Frankfurt Siedlungsgesellschaft und Mietergenossenschaften
- Joachim Georg Darjes (1714–1791 in Frankfurt), Jurist, Philosoph, Ökonom, Aufklärer und Lutherischer Theologe, Professor an der Universität in Frankfurt
- Friedrich Dagobert Deetz (1812–1871), 1864–1871 Oberbürgermeister von Frankfurt
- Wolfgang Denda (* 1939), 1990–1992 Oberbürgermeister von Frankfurt

### E
- Jakob Ebert (1549–1614), Professor für Theologie an der Universität in Frankfurt
- Johann Eichorn (1524–1583), Drucker, gründete 1549 Universitätsdruckerei in Frankfurt

### F
- Herdegen Fehlhaber (1935–2023), Maler und Grafiker
- Paul Feldner (1874 in Lossow–1941 in Frankfurt), Sozialdemokrat und Gewerkschafter, starb 1941 an Spätfolgen von Folter durch die SA in der Frankfurter Blutwoche im Juni 1933
- Wolfgang Figulus (um 1525–1589), Komponist, Kantor und Musiktheoretiker, um 1540–1545 Schüler in Frankfurt
- Emil Flaminius (1807–1893), deutscher Architekt und preußischer Baubeamter, 1838 bis 1852 Stadtbaurat, 1853 bis 1867 Regierungs- und Oberbaurat in Frankfurt; 1840 bis 1842 Erbauer des Stadttheaters
- Johannes Fleischer der Jüngere (1582–1608), einer der ersten Deutschen in Nordamerika, erster Arzt und akademisch gebildete Botaniker in Englisch-Nordamerika, Student in Frankfurt
- Jakob Heinrich Graf von Flemming (1667–1728), kursächsischer Minister und Feldmarschall, Student an der Universität in Frankfurt
- Werner Forßmann (1904–1979), Mediziner, Nobelpreisträger, um 1930 stellvertretender Leiter einer privaten Frauenklinik in Frankfurt
- Johann Heinrich Freytag (1760–1840), deutscher Jurist und Bürgermeister von Frankfurt (Oder)
- Frantz Friderich (1520–1584), bekannter Holzschneider und Kupferstecher in der Druckerei von Johann Eichorn
- Gero Friedrich (1900–1946), 1943 Oberbürgermeister von Frankfurt

### G
- Julius Eduard Ludwig Gensichen (1797–1879), Jurist, 1838–1850 Oberbürgermeister von Frankfurt
- Bartholomäus Gesius (1562–1613 in Frankfurt), Kirchenmusiker, Kantor an der Marienkirche in Frankfurt
- Rainer Gohde (* 1948), Schauspieler und Regisseur, von 1978 bis 1986 am damaligen Kleist-Theater tätig
- Friedrich von Gontard (1860–1942), preußischer General der Infanterie

### H
- Adolf von Hahnke (1873–1936), 1904 bis 1907 stellvertretender Landrat und Polizeidirektor in Frankfurt
- Johann Philipp Hagen (1734–1792), Chirurg, Geburtshelfer und Hochschullehrer, verbrachte seine Jugend in Frankfurt und erlernte dort das Barbierhandwerk
- Monika Helbing (* 1953), RAF-Mitglied, tauchte in der DDR unter und lebte in Frankfurt
- Rudolf Hendel (1947–2023), Judoka, startete ab 1973 für den ASK Vorwärts Frankfurt, Mitgründer des JC 90 Frankfurt
- Bernd Hesse (* 1962), Jurist und Schriftsteller
- Uwe Hobler (* 1957), Politiker, lebt in Frankfurt
- Samson Hochfeld (1871–1921), Rabbiner und Gelehrter; 1897 bis 1903 Rabbiner in Frankfurt
- Curt Höppner (1887–1966), deutscher Bauingenieur, Architekt. 1931/1932 Direktor der Frankfurter Baugewerkschule
- Samuel Holdheim (1806–1860), Rabbiner, 1836 bis 1840 Oberrabbiner in Frankfurt
- Gustaf Horn (1592–1657), schwedischer Feldherr im Dreißigjährigen Krieg, befehligte eine Hälfte der im Mai 1631 auf Frankfurt rückenden schwedischen Truppen
- Alexander von Humboldt (1769–1859), Naturforscher, Student an der Universität in Frankfurt
- Wilhelm von Humboldt (1767–1835), Gelehrter und Staatsmann, Student an der Universität in Frankfurt
- Ulrich von Hutten (1488–1523), Humanist, Student an der Universität in Frankfurt

### I
- Knut Ipsen (1935–2022), Jurist, 1991–1993 Gründungsrektor der Europa-Universität Viadrina in Frankfurt

### J
- Julia Jäger (* 1970), Schauspielerin, aufgewachsen in Frankfurt
- Ulrich Junghanns (* 1956), Politiker (CDU), 1992–2002 Stadtverordneter in Frankfurt

### K
- Dora Kärgel (1915–2003), Textilgestalterin, lebte ab 1947 in Frankfurt
- Hermann Friedrich Wilhelm von Kemnitz (1826–1900), Jurist, 1871–1894 Oberbürgermeister von Frankfurt
- Martin Kießling (1879–1944), Städtebauer und Architekt, erbaute in Frankfurt unter anderem die Gartenstadt Siedlung Paulinenhof und Gebäude der Reichsbahndirektion Ost
- Hugo Kinne (1882–1948), 1925–1933 Oberbürgermeister von Frankfurt
- Gerhard Klauß (1944–2024), Generaldirektor des Staatszirkus der DDR, lebt in Frankfurt (Oder)
- Klabund (Alfred Henschke) (1890–1928), Dichter, Gymnasiast in Frankfurt
- Ewald Christian von Kleist (1715–1759 in Frankfurt), Dichter, Vertreter der Aufklärung, tödlich verwundet in der Schlacht bei Kunersdorf
- Henry-Martin Klemt (* 1960), Journalist und Schriftsteller, lebt in Frankfurt (Oder)
- Hempo von dem Knesebeck (1595–1656), Hofmeister in Anhalt, 1608–1701 an der Hohen Schule in Frankfurt
- Martin Friedrich Knoblauch (1714–1791), Stadtbauinspektor in Frankfurt, errichtete Kleisthaus, Heilig-Geist-Hospital, Georgenhospital und Lienauhaus
- Torsten Koch (* 1960), Boxer, 1985 Vizeeuropameister, lebt in Frankfurt
- Erdmannus Kopernikus († 1573 in Frankfurt), Komponist, Jurist und Rektor der Brandenburgischen Universität Frankfurt
- Fritz Krause (1925–2012), 1965–1990 Oberbürgermeister von Frankfurt
- Walter Kreisel (1929–2025), Bildhauer
- Carl Krone sen., Vater des Zirkusdirektors Carl Krone, somit Begründer der bekannten Krone-Dynastie, gestorben während eines Gastspiels in Frankfurt, Grab auf dem Frankfurter Hauptfriedhof
- Johann Georg Krünitz (1728–1796), Enzyklopädist, Lexikograph, Naturwissenschaftler und Arzt; Student und niedergelassener Arzt in Frankfurt
- Wilhelm Traugott Krug (1770–1842), Philosoph, 1801–1805 Professor an der Universität Frankfurt
- Walther Kühn (1892–1962), Politiker (FDP), 1926–1931 Regierungsrat in Frankfurt

### L
- Gregor Lange (1540–1587), Komponist, 1574 bis 1579 Kantor an der Marienkirche in Frankfurt, Student an der Universität in Frankfurt
- Klaus Lederer (* 1974), Politiker (Die Linke), bis 1988 Schüler in Frankfurt
- Johann Gottlieb Lehmann (1781–1853), 1816–1837 Oberbürgermeister von Frankfurt
- Peter Joseph Lenné (1789–1866), Gartenarchitekt, Gestalter des nach ihm benannten Lenné-Parks
- Wilhelm Adolf Lette (1799–1868), beamteter Jurist in Frankfurt, Delegierter im Norddeutschen Reichstag für den Wahlkreis Frankfurt/Oder 3
- Michael Martin Lienau (1786–1861 in Frankfurt),  Kaufmann und Lokalpolitiker, Stifter des nach ihm benannten Lienau-Parks

### M
- Johannes Magirus (1615–1697), Mediziner, Mathematiker und Hochschullehrer
- Tobias Magirus (1586–1652), Philosoph, ging in Frankfurt zur Schule, besuchte die Universität und wurde an dieser Professor
- Henry Maske (* 1964), Boxer, lebte in Frankfurt, Ehrenbürger in Frankfurt
- Winfried Mausolf (* 1940), Fotograf in Frankfurt
- Ignaz Maybaum (1897–1976), 1928–1936 Rabbiner in Frankfurt
- Garlieb Helwig Merkel (1769–1850), Publizist und Schriftsteller, promovierte zwischen 1797 und 1799 in Frankfurt
- Ernesto Graf Montecuccoli (1582–1633), Militär, 1631 Kommandant der kaiserlichen Besatzung Frankfurts, von den Frankfurtern und Schweden vertrieben
- Ferdinand von Münchhausen (1810–1882), von 1862 bis 1867 Regierungspräsident des Regierungsbezirks Frankfurt in Frankfurt
- Thomas Müntzer (um 1490–1525), Pfarrer und Führer im Bauernkrieg, Student an der Universität in Frankfurt
- Andreas Musculus (1514–1581), Professor an der Universität in Frankfurt

### N
- Konrad Naumann (1928–1992), Politiker (SED), 1952–1957 Erster Sekretär der FDJ-Bezirksleitung Frankfurt
- Hans Joachim Nauschütz (1940–2003 in Frankfurt), Autor und Publizist
- Gerhard Neumann (1917–1997), deutsch-amerikanischer Maschinenbauingenieur, Erfinder des modernen Strahltriebwerks
- Johann Jakob Nathanael Neumann (1750–1803), evangelischer Theologe und Philosoph
- Wilhelm Neumann (1904–1996), Bauingenieur[2]
- Edmund Neutert (1891 – 1970), Bildhauer und Maler
- Friedrich Nicolai (1733–1811), Schriftsteller, Verlagsbuchhändler, Regionalhistoriker, Buchhandelslehre in Frankfurt

### O
- Konrad Engelbert Oelsner (1764–1828), politischer Publizist, 1781–1787 Student an der Universität in Frankfurt
- Martin Opitz (1597–1639), Dichter, Diplomat und Gelehrter, Student an der Universität in Frankfurt

### P
- Martin Patzelt (* 1947), Oberbürgermeister von Frankfurt (2002–2010)
- Alfred Piper (1814–1892), Oberbürgermeister von Frankfurt (1852–1864)
- Urban Pierius (1546–1616), evangelischer Theologe, Professor für Philosophie und Theologie an der Frankfurter Universität
- Victor von Podbielski (1892–1945), Oberbürgermeister von Frankfurt (1943–1945)
- Wolfgang Pohl (* 1953), Oberbürgermeister von Frankfurt (1992–2002)
- Michael Praetorius (1571–1621), Komponist, Musiktheoretiker und -verleger, Student und Organist in Frankfurt
- Matthäus Gottfried Purmann (1648–1711), Mediziner, führte in Frankfurt die erste Bluttransfusion am Menschen auf deutschem Boden durch

### Q
- Erhard von Queis (um 1490–1529), Bischof von Pomesanien, Wegbereiter der Reformation in Preußen, ab 1506 Student an der Universität in Frankfurt

### R
- Leopold von Ranke (1795–1886), Historiker, 1818–1825 Gymnasiallehrer in Frankfurt
- Georg Richter (1853–1925), Oberbürgermeister von Frankfurt (1903–1917)

### S
- Georg Sabinus (1508–1560 in Frankfurt), Professor der Poesie und Beredsamkeit, Historiker an der Universität Frankfurt
- Martin Salomonski (1881–1944), 1910 – 1924 Rabbiner in Frankfurt
- Wilhelm Sauer (1831–1916 in Frankfurt), Orgelbauer, Begründer der Frankfurter Orgelbauanstalt
- Wilhelm Sauer (1879–1962), Rechtswissenschaftler und Kriminologe, Hochschullehrer
- Friedrich Ernst Scheller (1791–1869 in Frankfurt), Jurist und Mitglied der Frankfurter Nationalversammlung
- Friedrich Schmeisser (1785–1869), Mathematiker, Philosoph, Lehrer in Frankfurt, Leiter des Komitees zur Gestaltung des Lennéparks
- Friederich Schmetzer (1842–1918), Ingenieur und Leiter des Wasserwerks
- Ferdinand Schmidt (1816–1890), Schriftsteller und Volkspädagoge
- Florian Schmidt (* 1986), Sportschütze
- Konstantin Schmidt von Knobelsdorf (1860–1936), preußischer General der Infanterie im Ersten Weltkrieg
- Axel Schulz (* 1968), Boxsportler, lebt in Frankfurt
- Hieronymus Schurff (1481–1554 in Frankfurt), Jurist
- Gesine Schwan (* 1943), ehemalige Präsidentin der Europa-Universität Viadrina
- Martin Friedrich Seidel (1621–1693), brandenburgischer Historiker, studierte und promovierte in Frankfurt, führte Ausgrabungen in und um Frankfurt durch
- Ursula Sellschopp (1915–1998 in Frankfurt), Gynäkologin, baute die gynäkologische Abteilung des Lutherstifts auf
- August Carl Sembach (* 1758), Justizrat beim Stadt- und Landgericht, Ehrenbürger in Frankfurt
- Ernst Friedrich Gottlieb Senckel (1836–1912), evangelischer Pfarrer in Frankfurt; auch Dichter, Schriftsteller und Geschäftsführer des Vereins für Jugendsparkassen, „Vater des Schulsparens“
- Christian Wilhelm Spieker (1780–1858 in Frankfurt), Professor an der Universität in Frankfurt
- Wolfgang Stribrny (1935–2011), Historiker, aufgewachsen in Frankfurt
- Samuel Stryk (1640–1710), Student, Doktorand, Professor und dreimal Rektor an der Universität Frankfurt
- Leonhard Christoph Sturm (1669–1719), Professor an der Universität in Frankfurt

### T
- Joseph ben Meir Theomim (1727–1792 in Frankfurt), Rabbi und Rabbiner in Frankfurt
- Ludwig Gustav von Thile (1781–1852 in Frankfurt), General und Staatsminister, Teilnehmer der Befreiungskriege
- Christian Thomasius (1655–1728), promovierte an der Universität in Frankfurt
- Werner Titel (1931–1971), Minister für Umweltschutz und Wasserwirtschaft der DDR, Vorsitzender des Bezirksverbandes der Demokratischen Bauernpartei Deutschlands in Frankfurt
- Paul Trautmann (1881–1929), Oberbürgermeister von Frankfurt (1917–1925)
- Gotthilf Treuer (1632–1711 in Frankfurt), Dichter, Poetiker und Archäologe

### W
- Theodor Warnatsch (1820–1894), katholischer Pfarrer in Frankfurt, leitete die Errichtung der Heilig-Kreuz-Kirche ein
- Hermann Weingärtner (1864–1919 in Frankfurt), Wirt, Olympiasieger bei den I. Olympischen Spielen 1896, Betreiber der Herrenbadeanstalt auf dem Ziegenwerder in Frankfurt, ertrank bei einem Rettungsversuch
- Ronny Weller (* 1969), Gewichtheber, Schüler in Frankfurt
- Arnold Wesenfeld (1664–1727), Professor und Rektor der Brandenburgischen Universität Frankfurt, ab 1719 erster Bürgermeister der Stadt[3]
- Ernst von Wildenbruch (1845–1909), Dichter und Schriftsteller, Referendar in Frankfurt
- Jodocus Willich (eigentlich Wilcke) (1501–1552 in Frankfurt), Universalgelehrter der Renaissance, Student und Professor an der Universität, in der Marienkirche beigesetzt
- Martin Willich (1583–1633), lutherischer Theologe, Student in Frankfurt
- Konrad Wimpina (1460–1531), Theologe, 1505 erster Rektor der Universität in Frankfurt
- Marten Winkler (* 2002), Fußballspieler
- Carmen Winter (* 1963), Schriftstellerin
- Erwin von Witzleben (1881–1944), Militär, antifaschistischer Widerständler, mehrfach in Frankfurt stationiert
- Bernhard Wündisch (* 1948), Oberbürgermeister von Frankfurt (1990)
- Christian Ernst Wünsch (1744–1828), letzter Rektor der Universität Frankfurt (Oder)

### Z
- Heinrich Anselm von Ziegler und Kliphausen (1663–1697), Romanschriftsteller und Historiograph, 1680–1684 Student an der Universität in Frankfurt
- Hans Joachim von Zieten (1699–1786), Militär, Fähnrich im in Frankfurt stationierten preußischen Regiment Nr. 24 „von Schwendy“.
- Heinrich Zille (1858–1929), Grafiker, Maler, Fotograf, um 1881 Militärdienstzeit als Grenadier beim Leib-Grenadier-Regiment, erstes Brandenburgisches Nr. 8, in Frankfurt
- Rudolf Ewald Zingel (1876–1944), Musiker, Komponist und Musikpädagoge; 1899 bis 1907 Hauptorganist der städtischen Kirchen und Leiter der Singakademie in Frankfurt
- Heinrich Zschokke (1771–1848), Publizist, Pädagoge, Politiker und Dichter, Freund Heinrich von Kleists, Student und Privatdozent an der Universität in Frankfurt